# Temporada 1985-86 de los Detroit Pistons
La temporada 1985-86 fue la trigésimo octava de los Pistons en la NBA, y la vigésimo novena en su localización de Detroit, Míchigan. La temporada regular acabaron con 46 victorias y 36 derrotas, ocupando la quinta posición de la Conferencia Este, clasificándose para los playoffs, donde cayeron en primera ronda ante los Atlanta Hawks.

## Elecciones en elDraft
| Ronda | Puesto | Jugador    | Posición | Nacionalidad   | Universidad          |
| ----- | ------ | ---------- | -------- | -------------- | -------------------- |
| 1     | 18     | Joe Dumars | Escolta  | Estados Unidos | McNeese State        |
| 4     | 87     | Spud Webb  | Base     | Estados Unidos | North Carolina State |

## Temporada regular
| División Central    | División Central | División Central | División Central | División Central | División Central | División Central | División Central | División Central |
| Equipo              | G                | P                | %                | PD               | Casa             | Fuera            | Div              |                  |
| ------------------- | ---------------- | ---------------- | ---------------- | ---------------- | ---------------- | ---------------- | ---------------- | ---------------- |
| y-Milwaukee Bucks   | 57               | 25               | .695             | –                | 33–8             | 24–17            | 21–9             |                  |
| x-Atlanta Hawks     | 50               | 32               | .610             | 7                | 34–7             | 16–25            | 21–9             |                  |
| x-Detroit Pistons   | 46               | 36               | .561             | 11               | 31–10            | 15–26            | 18–12            |                  |
| x-Chicago Bulls     | 30               | 52               | .366             | 27               | 22–19            | 8–33             | 10–20            |                  |
| Cleveland Cavaliers | 29               | 53               | .354             | 28               | 16–25            | 13–28            | 10–19            |                  |
| Indiana Pacers      | 26               | 56               | .317             | 31               | 19–22            | 7–34             | 9–20             |                  |

## Playoffs

### Primera ronda
Atlanta Hawks vs. Detroit Pistons 
| Fecha       | Partido                                | Ciudad  |
| ----------- | -------------------------------------- | ------- |
| 17 de abril | Atlanta Hawks 140, Detroit Pistons 122 | Atlanta |
| 19 de abril | Atlanta Hawks 137, Detroit Pistons 125 | Atlanta |
| 22 de abril | Detroit Pistons 106, Atlanta Hawks 97  | Detroit |
| 25 de abril | Detroit Pistons 113, Atlanta Hawks 114 | Detroit |
|             | Atlanta Hawks gana las series 3-1      |         |

## Estadísticas
| Rk | Jugador        | Edad | P  | PT | MP   | TC  | TCI  | %TC  | T3  | T3I | %T3  | TL  | TLI | %TL  | RO  | RD  | RT   | AS   | RB  | TAP | BP  | FP  | PTS  |
| -- | -------------- | ---- | -- | -- | ---- | --- | ---- | ---- | --- | --- | ---- | --- | --- | ---- | --- | --- | ---- | ---- | --- | --- | --- | --- | ---- |
| 1  | Isiah Thomas   | 24   | 77 | 77 | 36.2 | 7.9 | 16.2 | .488 | 0.3 | 1.1 | .310 | 4.7 | 6.0 | .790 | 1.1 | 2.5 | 3.6  | 10.8 | 2.2 | 0.3 | 3.8 | 3.2 | 20.9 |
| 2  | Bill Laimbeer  | 28   | 82 | 82 | 35.3 | 6.6 | 13.5 | .492 | 0.0 | 0.2 | .286 | 3.2 | 3.9 | .834 | 3.7 | 9.4 | 13.1 | 1.8  | 0.7 | 0.8 | 1.6 | 3.5 | 16.6 |
| 3  | Kelly Tripucka | 26   | 81 | 81 | 32.4 | 7.6 | 15.3 | .498 | 0.1 | 0.3 | .480 | 4.7 | 5.5 | .856 | 1.4 | 2.9 | 4.3  | 3.3  | 1.1 | 0.1 | 2.3 | 2.1 | 20.0 |
| 4  | Earl Cureton   | 28   | 80 | 19 | 25.2 | 3.6 | 7.1  | .505 | 0.0 | 0.0 | .000 | 1.5 | 2.6 | .555 | 2.5 | 3.8 | 6.3  | 1.7  | 0.7 | 0.7 | 1.9 | 3.0 | 8.6  |
| 5  | Vinnie Johnson | 29   | 79 | 12 | 25.0 | 5.9 | 12.6 | .467 | 0.0 | 0.2 | .154 | 2.1 | 2.7 | .771 | 1.5 | 1.4 | 2.9  | 3.4  | 1.0 | 0.3 | 1.1 | 2.3 | 13.9 |
| 6  | Joe Dumars     | 22   | 82 | 45 | 23.9 | 3.5 | 7.3  | .481 | 0.1 | 0.2 | .313 | 2.3 | 2.9 | .798 | 0.7 | 0.7 | 1.5  | 4.8  | 0.8 | 0.1 | 1.9 | 2.4 | 9.4  |
| 7  | John Long      | 29   | 62 | 30 | 19.0 | 4.3 | 8.8  | .482 | 0.0 | 0.3 | .188 | 1.4 | 1.7 | .856 | 0.8 | 0.8 | 1.6  | 1.3  | 0.7 | 0.2 | 1.0 | 1.5 | 10.0 |
| 8  | Kent Benson    | 31   | 72 | 51 | 18.7 | 2.8 | 5.8  | .484 | 0.0 | 0.0 | .500 | 0.9 | 1.2 | .795 | 1.6 | 3.6 | 5.2  | 1.1  | 0.8 | 0.7 | 0.8 | 2.7 | 6.5  |
| 9  | Rick Mahorn    | 27   | 80 | 12 | 18.0 | 2.0 | 4.3  | .455 | 0.0 | 0.0 | .000 | 1.0 | 1.5 | .681 | 1.5 | 3.6 | 5.2  | 0.8  | 0.5 | 0.8 | 1.4 | 3.3 | 4.9  |
| 10 | Tony Campbell  | 23   | 82 | 1  | 15.8 | 3.6 | 7.4  | .484 | 0.0 | 0.1 | .222 | 0.7 | 0.9 | .795 | 1.0 | 1.9 | 2.9  | 0.5  | 0.8 | 0.1 | 1.0 | 2.0 | 7.9  |
| 11 | Mike Gibson    | 25   | 32 | 0  | 5.0  | 0.6 | 1.6  | .392 | 0.0 | 0.0 |      | 0.3 | 0.3 | .727 | 0.5 | 0.8 | 1.3  | 0.2  | 0.3 | 0.1 | 0.2 | 1.1 | 1.5  |
| 12 | Chuck Nevitt   | 26   | 25 | 0  | 4.0  | 0.5 | 1.3  | .375 | 0.0 | 0.0 |      | 0.6 | 0.8 | .750 | 0.4 | 0.6 | 1.0  | 0.2  | 0.1 | 0.7 | 0.3 | 1.2 | 1.6  |
| 13 | Walker Russell | 25   | 1  | 0  | 2.0  | 0.0 | 1.0  | .000 | 0.0 | 0.0 |      | 0.0 | 0.0 |      | 0.0 | 0.0 | 0.0  | 1.0  | 0.0 | 0.0 | 0.0 | 0.0 | 0.0  |
| 14 | Ron Crevier    | 27   | 2  | 0  | 1.5  | 0.0 | 1.0  | .000 | 0.0 | 0.0 |      | 0.0 | 1.0 | .000 | 0.5 | 0.0 | 0.5  | 0.0  | 0.0 | 0.0 | 0.0 | 1.0 | 0.0  |

## Galardones y récords
| Jugador      | Galardón                            |
| Isiah Thomas | Mejor quinteto de la NBA All-Star   |
| Joe Dumars   | Mejor quinteto de rookies de la NBA |